# Flogen (Grangärde socken, Dalarna)
Flogen är en sjö i Ludvika kommun i Dalarna och ingår i Norrströms huvudavrinningsområde. Sjön har en area på 0,221 kvadratkilometer och ligger 220 meter över havet. Sjön avvattnas av vattendraget Norsån.

## Delavrinningsområde
Flogen ingår i det delavrinningsområde (668008-144809) som SMHI kallar för Mynnar i Övre Noren. Medelhöjden är 231 meter över havet och ytan är 5,18 kvadratkilometer. Räknas de 2 avrinningsområdena uppströms in blir den ackumulerade arean 43,52 kvadratkilometer. Norsån som avvattnar avrinningsområdet har biflödesordning 4, vilket innebär att vattnet flödar genom totalt 4 vattendrag innan det når havet efter 285 kilometer. Avrinningsområdet består mestadels av skog (72 procent). Avrinningsområdet har 0,22 kvadratkilometer vattenytor vilket ger det en sjöprocent på 4,2 procent.